# Rich Communication Services
Rich Communication Services або RCS — протокол передавання даних, розроблений GSMA для поступової заміни SMS. Цей протокол дозволяє окрім тексту передавати мультимедійну інформацію (відео, зображення). Має кілька комерційних реалізацій, відомих під назвами Advanced Messaging, Chat, joyn, SMSoIP, Message+, та SMS+.
На відміну від смс-повідомлень, які передаються через мережу SS7, повідомлення RCS передаються через мережі IP.

## Історія
Промислова ініціатива Rich Communication Suite була сформована у 2007 році. У лютому 2008 року Асоціація GSM офіційно почала працювати над проектом та створила керівний комітет RCS. Сфера роботи керівного комітету полягала у визначенні, тестуванні та інтеграції сервісів у наборі програм, відомому як RCS. Через три роки проект RCS випустив нову специфікацію — RCS-e (e = 'покращений'), яка включала різні варіанти специфікацій RCS. Програма GSMA змінила назву на Rich Communication Services.
GSMA опублікував специфікацію Універсального профілю у листопаді 2016 р. Універсальний профіль — це узгоджена, єдина специфікація GSMA для вдосконаленого зв'язку. Оператори, які застосовують універсальний профіль, гарантують взаємозв'язок з іншими операторами.
У червні 2019 року Google оголосив, що розпочне розгортання RCS через додаток Messages, сервіс буде пов'язаний з універсальним профілем Google, а не з сім-картою мобільного оператора користувача. Розгортання цієї функції розпочалось у Франції та Великій Британії. У відповідь на занепокоєння з приводу відсутності наскрізного шифрування в RCS, Google заявив, що буде зберігати дані повідомлень лише в процесі передачі, поки вони не будуть доставлені одержувачу.
У жовтні 2019 року чотири великі американські оператори мобільного зв'язку оголосили про домовленість про створення «Ініціативи обміну повідомленнями між постачальниками» для спільної реалізації RCS. Ця послуга буде сумісна з універсальним профілем.

## Версії
- Release 1 Version 1.0 (15.12.2008)
- Release 2 Version 1.0 (31.08.2009) —покращення обміну повідомленнями та можливість спільного використання файлів.
- Release 3 Version 1.0 (25.02.2010)
- Release 4 Version 1.0 (14.02.2011) — підтримка LTE.
- Release 5 Version 1.0 (19.04.2012) включав підтримку чатів, утому числі групових, передачу файлів, спільний доступ до вмісту, голосовий дзвінок IP (IR92 та IR.58), IP-дзвінок (IR.94), обмін геолокацією тощо.
- Release 5.1 — нові функції, такі як зберігання та переадресація групового чату, передача файлів у груповому чаті, зберігання та пересилання файлів та голосовий дзвінок Best Effort.
- Release 5.2 Version 5.0 (07.05.2014) — покращено центральне сховище повідомлень.
- Release 5.3 Version 6.0 (28.02.2015)
- Release 6.0 Version 7.0 (21.03.2016) — підтримка візуальної голосової пошти.
- Release 7.0 Version 8.0 (28.06.2017) — підтримка чат-ботів та інше.
- Release 8.0 Version 9.0 (16.05.2018)

### RCS-e (enhanced)
- Initial Version (травень 2011)
- Version 1.2 (28.11.2011)
- Version 1.2.2 (04.07.2012)

### joyn
- joyn Hot Fixes
- joyn Blackbird Drop 1
- joyn Blackbird Drop 2
- joyn Crane

### RCS Universal Profile
Універсальний профіль GSMA — це єдиний, узгоджений галуззю набір функцій та технічних засобів, розроблених для спрощення розробки продуктів та глобального розгортання оператора RCS.
- Version 1.0 (листопад 2016) — опис правил взаємодії між регіонами, чат, груповий чат, передача файлів, аудіо повідомлення, обмін відео, спільний доступ до геолокації тощо.
- Version 2.0 (липень 2017) — опис обміну повідомленнями як платформу, API, інтеграції плагінів та покращену автентифікацію та безпеку додатків.
- Version 2.1 (грудень 2017)
- Version 2.2 (май 2018)
- Version 2.3 (грудень 2018)
- Version 2.4 (жовтень 2019) — видалена інтеграція плагінів, доданий інтегрований вебперегляд.

## Сучасний стан
Впровадження технології просувається повільно. Але станом на 2020 рік до впровадження стандарту долучились великі компанії, які працюють на ринку телеком-послуг. Серед них кілька десятків операторів мобільного зв'язку (включно з AT&T, Deutsche Telekom, Verizon, Orange, Vodafone)
, 11 виробників телеком-обладнання та мобільних пристроїв (TCL (Alcatel Mobile), Asus, General Mobile, HTC, Huawei, Intex Technologies, Lava International, LG Electronics, Lenovo (Motorola), Samsung Electronics та ZTE) та 2 виробника операційних систем для мобільних пристроїв (Google та Microsoft).